# Fonden för ett sammanlänkat Europa
Fonden för ett sammanlänkat Europa (FSE) (engelska: Connecting Europe Facility, CEF) är en fond inom Europeiska unionen som syftar till att finansiera infrastrukturprojekt som länkar samman olika delar av unionen. Den utgör en viktiga del i utbyggandet av transeuropeiska nät, vilket innefattar både energi-, transport- och telekommunikationsnät. Fonden skapades 2014. 2021 reformerades upplägget för fonden med hänsyn till den nya fleråriga budgetramen.